# Nötholmen (ö i Dalälven)

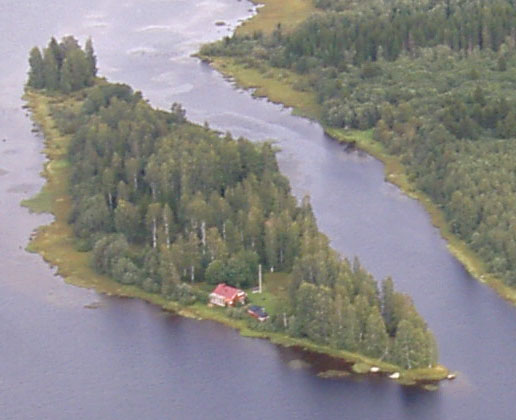
Nötholmen sett från luften

Nötholmen är en liten ö nära orten Grådö i Hedemora kommun, Dalarnas län.
Ön ligger i Dalälven, gränsande till sjön Hovran. Den mäter ca 500 x 100 meter och är huvudsakligen beklädd med lövskog, med inslag av gran. På ön har semesterhemsföreningen Viljan byggt upp sex stugor.
Namnet Nötholmen kommer av att ön tidigare användes för kobete (nötkreatur). På försommaren kontaktade man de ansvariga för kraftverksdammen uppströms, i Stora Skedvi och bad dem stänga av vattentillförseln. Därefter blev vattenståndet så pass lågt att korna kunde vada över till de olika sommarbetesöarna, av vilken Nötholmen var en. Därefter kunde vattnet släppas på igen. På hösten upprepades proceduren, så att djuren kunde ta sig tillbaka.